# 토미 유리치
토미 유리치(Tomi Juric, 1991년 7월 22일 ~ )는 오스트레일리아의 축구 선수이다. 현재 A리그의 맥아서 FC에서 활약하고 있다.